# Estudios biográfico-bibliográficos de la medicina militar española
Estudios biográfico-bibliográficos de la medicina militar española es una obra del médico y bibliógrafo matritense Miguel de la Plata y Marcos, publicada en 1864.

## Descripción
La obra, que vio la luz en la madrileña imprenta médica de Manuel Álvarez en 1864, recoge en más de trescientas páginas apuntes biográficos y bibliográficos de diferentes médicos militares españoles. «[...] tratamos de compulsar los datos que en las obras de nuestros compatriotas Morejón y Chinchilla existen, ora copiosos y conformes, ora escasos y contraditorios, recurriendo á tratados antiguos ó contemporáneos estranjeros en demanda de lo que á nuestro objeto cumpla», explica Plata y Marcos. Entre las que el autor refiere como «biografías de los principales médicos militares de España» figuran las de Dionisio Daza Chacón, Cristóbal Pérez de Herrera, Luis Lobera de Ávila, Andrés de León, José Quer, Francisco Canivell, José Queraltó, Antonio Hernández Morejón, Ramón Capdevila y Manuel Codorniú. La obra, con las consiguientes correcciones y extensiones, daría pie a la publicación de una Colección bio-bibliográfica de los escritores médicos españoles en 1882.